# Fietsvierdaagse
Een fietsvierdaagse is een fietsevenement dat bestaat uit vier dagen recreatief fietsen. Vooral tijdens de lente en zomer worden in heel Nederland verscheidene fietsvierdaagsen georganiseerd. Dit zijn jaarlijkse evenementen en vinden vooral plaats op het platteland van Nederland. Een fietsvierdaagse wordt altijd verdeeld in vier verschillende trajecten: een voor iedere dag van het evenement. De oudste vierdaagse in Nederland is de LAURA, vanuit Alphen aan den Rijn in het Groene Hart.
De fietsvierdaagse is een typisch Nederlands gebeurtenis. Jaarlijks schrijven vele deelnemers zich in voor een vierdaagse toeristische fietstocht over het platteland. Doel is niet binnen een bepaalde tijd de eindstreep te halen, maar van de natuur te genieten en de tocht af te maken. Het Nederlandse buitengebied is rijk aan fietspaden, waar de deelnemers niet door het andere verkeer gestoord worden. De fietsvierdaagsen worden georganiseerd door lokale stichtingen, die een door de deelnemers te volgen route uitzetten. De fietsvierdaagse is vooral een familie-evenement met veel deelnemers. Aan het evenement wordt veel deelgenomen door vijftigplussers, het is minder populair bij kinderen en jongvolwassenen. Wanneer de deelnemers de vier dagen hebben afgemaakt en alle controlepunten zijn gepasseerd, krijgen ze meestal een onderscheiding, vaak in de vorm van een medaille.
Groots opgezette fietsevenementen zijn: 
- LAURA Rijwielvierdaagse, Alphen aan den Rijn, sinds 1948
- Drentse Fiets 4daagse in de provincie Drenthe,
- Fietsvierdaagse Hoeven in het westen van de provincie Noord-Brabant,
- Fiets4daagse De Peel met startplaatsen in de provincies Noord-Brabant en Limburg,
- Fietsvierdaagse Venray in Noord-Limburg,
- Fietsvierdaagse De Achterhoek in de Gelderse Achterhoek,
- Rooi Fietst, fietsvierdaagse in Sint-Oedenrode, Noord-Brabant,
- daarnaast organiseren veel plattelandsgemeenten in Nederland hun eigen fietsvierdaagse of fietsavondvierdaagse.